# Ginebras
Ginebras es una banda musical española de indie rock formada en 2018. Sus componentes son cuatro mujeres: Magüi Berto (voz y guitarra), Sandra Sabater (guitarra solista), Raquel López (bajo) y Juls Acosta (batería).

## Historia
El grupo se formó en 2018 por iniciativa de Magüi Berto y Sandra Sabater, quienes estudiaban comunicación audiovisual en la Universidad Complutense de Madrid y tocaban la guitarra eléctrica. A través de un anuncio en Tinder, donde buscaban chicas para tocar el bajo y la batería, lograron reclutar respectivamente a Raquel López y Juls Acosta.
Después de actuar en varias salas de conciertos, Ginebras editó a finales de 2019 un primer EP con cuatro canciones, Dame 10:36 minutos, bajo el sello independiente Vanana Records. El grupo logró notoriedad a raíz de su sencillo de lanzamiento, titulado La típica canción, y una versión rock de Con altura de Rosalía, que superó el millón de visualizaciones en YouTube y llegó a ser versionada en Operación Triunfo 2020. Un año más tarde publicaron su primer LP, Ya dormiré cuando me muera, gracias al cual ganaron un premio al «mejor álbum pop» en los Premios MIN de la música independiente.
Con el paso del tiempo, Ginebras se consolidó como una de las bandas femeninas emergentes de la escena musical española. También formó parte de numerosos festivales, entre ellos el Sonorama Ribera. Entre 2021 y 2022 realizaron su primera gira, llamada La típica gira, y fueron teloneras de Rigoberta Bandini en el Palacio de los Deportes de Madrid. Un año más tarde publicaron un segundo álbum, ¿Quién es Billie Max?, que incluye colaboraciones con Dani Martín y Karavana.
El grupo ha sido galardonado con el Premio Ondas en 2024, en la categoría de «fenómeno musical del año».

## Discografía
- Ya dormiré cuando me muera (2020, Vanana Records)
- ¿Quién es Billie Max? (2023, Vanana Records)